# Коледж інформаційних технологій та землевпорядкування Державного університету "Київський авіаційний інститут"
Коледж інформаційних технологій та землевпорядкування Державного університету "Київський авіаційний інститут" — структурний підрозділ ДУ КАІ.

## Історія коледжу
10 березня 1944 року розпорядженням Раднаркому СРСР № 4788-р та наказом начальника Головного управління геодезії і картографії при Раднаркомі СРСР № 44 було створено Топографічне училище, що пізніше стало Київським топографічним технікумом. В 2000 році наказом Міністерства освіти і науки України Коледж інформаційних технологій та землевпорядкування увійшов до складу Національного авіаційного університету як відокремлений структурний підрозділ.
Ще в 1951 році в технікумі було відкрито заочне відділення.
У 1954 році було побудовано головний навчальний корпус, а пізніше гуртожиток на 270 місць. Все це дало можливість збільшити контингент студентів і покращити рівень підготовки спеціалістів.
У 1981 році було побудовано сучасний блочний 9-ти поверховий гуртожиток з комфортними умовами проживання, а старий гуртожиток реконструйовано у другий навчальний корпус.
До 1991 року технікум був підпорядкований Головному управлінню геодезії та картографії при РМ СРСР.
З 1991 року технікум підпорядковується Головному Управлінню геодезії, картографії та кадастру при KM України. Для підприємств топографо-геодезичної галузі велике значення має практична підготовка випускників. У 1950 році остаточно визначилося постійне місце проведення польових геодезичних практик — село Синява Рокитнянського району київської області. З 1974 року в Синяві почав функціонувати студентський спортивно — оздоровчий табір «Топограф».
З 1958 року в технікумі розпочалась підготовка спеціалістів для зарубіжних країн. Було створено відділення іноземних студентів, яке підготувало у 28 країн світу близько 300 спеціалістів.
Сьогодні Коледж є одним із провідних навчальних закладів нашого міста і входить як структурний підрозділ до складу Національного авіаційного університету (НАУ) України.

## Директори
- АЛЄКСАНДРОВ Тихон Федосійович (з 1944 р. — по 1950 р.) — засновник навчального закладу;
- СКЛЯР Петро Прокопович (з 1950 р. — по 1969 р.) — директор Топографічного технікуму;
- АНТОНЕНКО Віталій Дем'янович (з 1969 р. — по 1992 р.) — директор Топографічного технікуму;
- КАТЮЩЕНКО Василь Михайлович (з 1992 р. — по 2002 р.) — директор Коледжу інформаційних технологій та землевпорядкування Національного авіаційного університету;
- РОМАНОВСЬКИЙ Микола Ілліч (з 2002 р. — по 2003 р.) — директор КІТЗ НАУ;
- ПАРАНІЧ Віктор Петрович (з 2003 р. — по 2010 р.) — директор КІТЗ НАУ;
- КАНАВА Віктор Андрійович (з 2010 р. — до теперішнього часу).

## Корпуси та кампуси
У коледжі динамічно розвивається навчально-матеріальна база. Заняття студентів проводяться в 50 навчальних кабінетах та лабораторіях. За останні роки в коледжі проведена значна робота по зміцненню матеріально-технічної бази: виконуються значні роботи з ремонту навчально-лабораторних приміщень, придбані меблі, комп'ютерні класи оснащені сучасним обладнання.
У коледжі створені умови для забезпечення професійної діяльності працівників. За кожним викладачем закріплені аудиторії, кабінети, лабораторії, які забезпечені технічними засобами навчання, методичними посібниками.
Належний стан матеріально-технічної бази в коледжі дає змогу здійснювати відповідне комп'ютерне забезпечення навчального процесу, застосовувати на заняттях новітні методики й технології навчання.
Загальна площа всіх приміщень коледжу становить 11583,4 кв. м. Коледж інформаційних технологій та землевпорядкування НАУ має два навчальних корпуси, аудиторний фонд яких складається із лекційних аудиторій, спеціалізованих аудиторії для проведення практичних і лабораторних занять за фаховими дисциплінами, комп'ютерних аудиторій, приміщень для педагогічних працівників. Для проходження практики студентами напряму підготовки «Геодезія, картографія та землеустрій» коледж має навчальний полігон в с. Синява, Рокитнянського району, Київської області, площею 3,074 га.
Коледж має бібліотеку. Загальна площа бібліотеки становить 133,6 кв. м. Вона має читальний зал площею 53,98 кв.м, один абонемент, книгосховище. Фонд бібліотеки налічує понад 57000 томів, постійно поповнюється необхідною навчальною, науковою та довідковою літературою, яка в основному видана українською мовою. Оснащеність підручниками та посібниками з розрахунку на одного студента відповідає нормам.
Спортивна база коледжу включає в себе спортивний майданчик з футбольним міні полем (загальна площа 1300,0 кв. м) та спортивний зал, площа якого становить 120,54 кв. м;
Соціальна інфраструктура коледжу включає гуртожиток (5848 кв. м., забезпеченість студентів гуртожитком становить 100 %), медичний пункт, буфет.
Значна увага приділяється соціально-побутовій сфері студентів викладачів. У 2005 році відремонтовано студентський гуртожиток, оновлено його обладнання та придбані нові меблі.

## Спеціальності та кваліфікаційні рівні
Підготовка фахівців за освітньо-кваліфікаційним рівнем
МОЛОДШОГО СПЕЦІАЛІСТА здійснюється на основі базової (9 класів) та повної загальної середньої освіти
(11 класів) за спеціальностями:
- Геодезичні роботи та експлуатація геодезичного обладнання
- Картографічні роботи
- Землевпорядкування
- Діловодство
- Організація перевезень і управління на автотранспорті
- Фінанси і кредит
- Розробка програмного забезпечення
- Організація виробництва

Підготовка фахівців за освітньо-кваліфікаційним рівнем БАКАЛАВРА здійснюється на базі освітньо-кваліфікаційного рівня молодшого спеціаліста за спеціальностями:
- Геодезія, картографія та землеустрій
- Фінанси і кредит

Форма навчання — денна. Навчання здійснюється за державним замовленням та на умовах контракту (за кошти юридичних та фізичних осіб). В коледжі працюють підготовчі курси для учнів 9-х класів. Випускники коледжу одержують диплом державного зразка.

## Видатні вчені та випускники коледжу
Гордістю навчального закладу є ім'я Михайла Туркевича — нашого випускника, який увійшов в історію альпінізму, як підкорювач найвищої вершини світу — Еверест, здійснивши перше нічне сходження.